# Parafia Narodzenia Najświętszej Maryi Panny w Sośniach
Parafia Narodzenia Najświętszej Maryi Panny w Sośniach – parafia rzymskokatolicka należąca do dekanatu Odolanów diecezji kaliskiej. Została utworzona w 1952. Mieści się przy ulicy Kościelnej. Prowadzą ją księża diecezjalni.